# Enrico Credendino

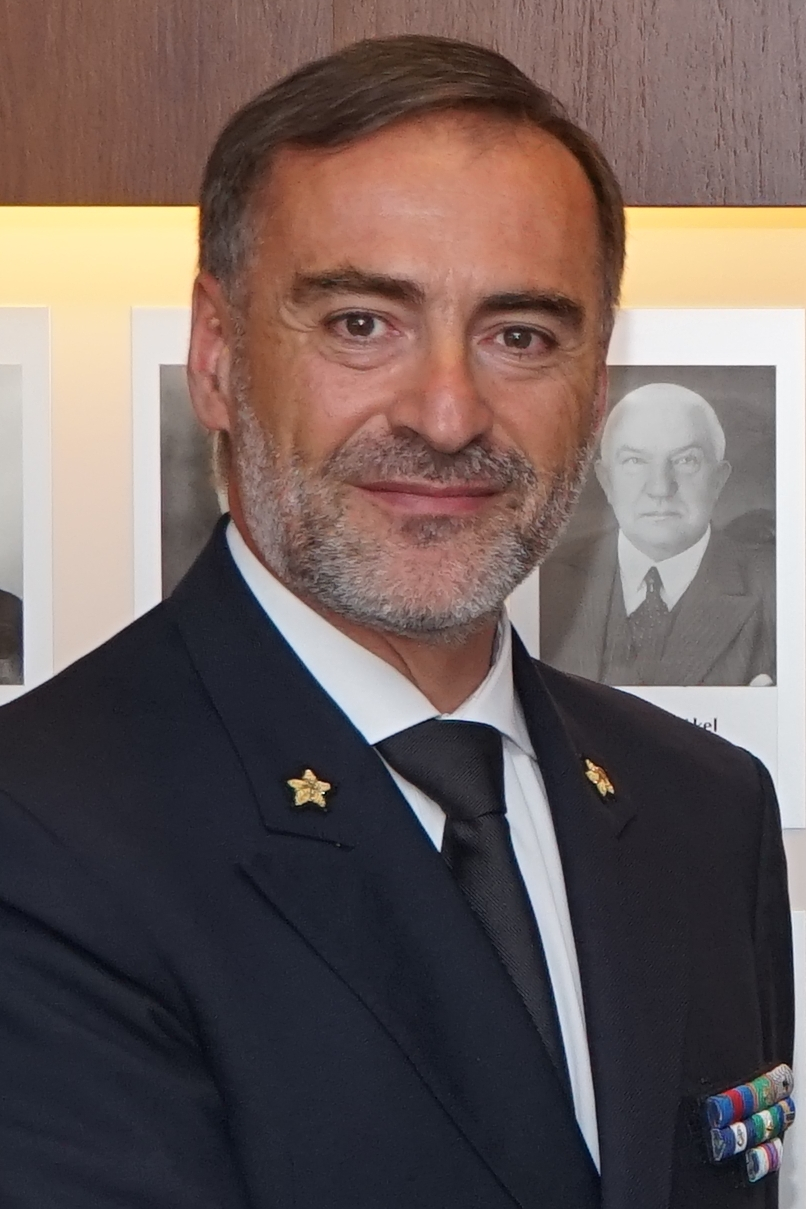
Enrico Credendino (2017)

Enrico Credendino (* 21. Januar 1963 in Turin) ist ein italienischer Admiral. Seit November 2021 ist er Chef des Admiralstabs der italienischen Marine.

## Militärische Laufbahn
Nach Abschluss der Offizierausbildung an der Accademia Navale in Livorno im Jahr 1984 diente er auf den Kreuzern Vittorio Veneto und Andrea Doria sowie auf dem Zerstörer Ardito. Er kommandierte das Patrouillenschiff Spica, die Fregatte Maestrale, das 1. Patrouillengeschwader in Augusta und den Zerstörer Francesco Mimbelli. Zwischenzeitlich war er an Land Ausbilder an der Accademia Navale und beim Admiralstab und beim Generalstab der Streitkräfte in Rom tätig. Im Jahr 2011 zum Ein-Stern-Admiral befördert, diente er bis 2013 als stellvertretender Befehlshaber der Hochseeflotte, wobei er 2012 Force Commander der Operation Atalanta in Indischen Ozean war, und dann als Kommandeur der italienisch-spanischen amphibischen Kampfgruppe. Von September 2013 bis Mai 2015 leitete er die Operationsabteilung des Admiralstabs, wobei er 2014 befördert wurde.
Von Juni 2015 bis Februar 2020 war Credendino Befehlshaber der von der Europäischen Union geführten Mission „Operation Sophia“, die den Auftrag zur Bekämpfung des Menschenschmuggels- und der Menschenhandelsnetze sowie der Bekämpfung von Schleusern und deren Netzwerke im Mittelmeerraum hatte. Credendino hatte seinen Dienstsitz als Operation Commander in Rom. Während dieser Verwendung wurde er am 1. Januar 2019 zum Vizeadmiral befördert.
Am 12. März 2020 übernahm Credendino die Leitung des Ausbildungskommandos der italienischen Marine, am 16. Juli 2021 wurde er Befehlshaber der Flotte (CINCNAV). Die italienische Regierung designierte ihn am 19. Oktober 2021 zum Chef des Admiralstabs; diesen Posten übernahm er am 4. November von Admiral Giuseppe Cavo Dragone.
Im Zug seiner Offizierausbildung machte Credendino einen marinebezogenen Universitätsabschluss an der Universität Pisa. Im weiteren Verlauf erwarb er weitere Universitätsabschlüsse der Universitäten in Triest (Politikwissenschaften) und Perugia (Sicherheitsstudien). Er absolvierte Admiral- und Generalstabslehrgänge im Vereinigten Königreich (1999) und am CASD (2008) in Rom.